# グレンコーの虐殺

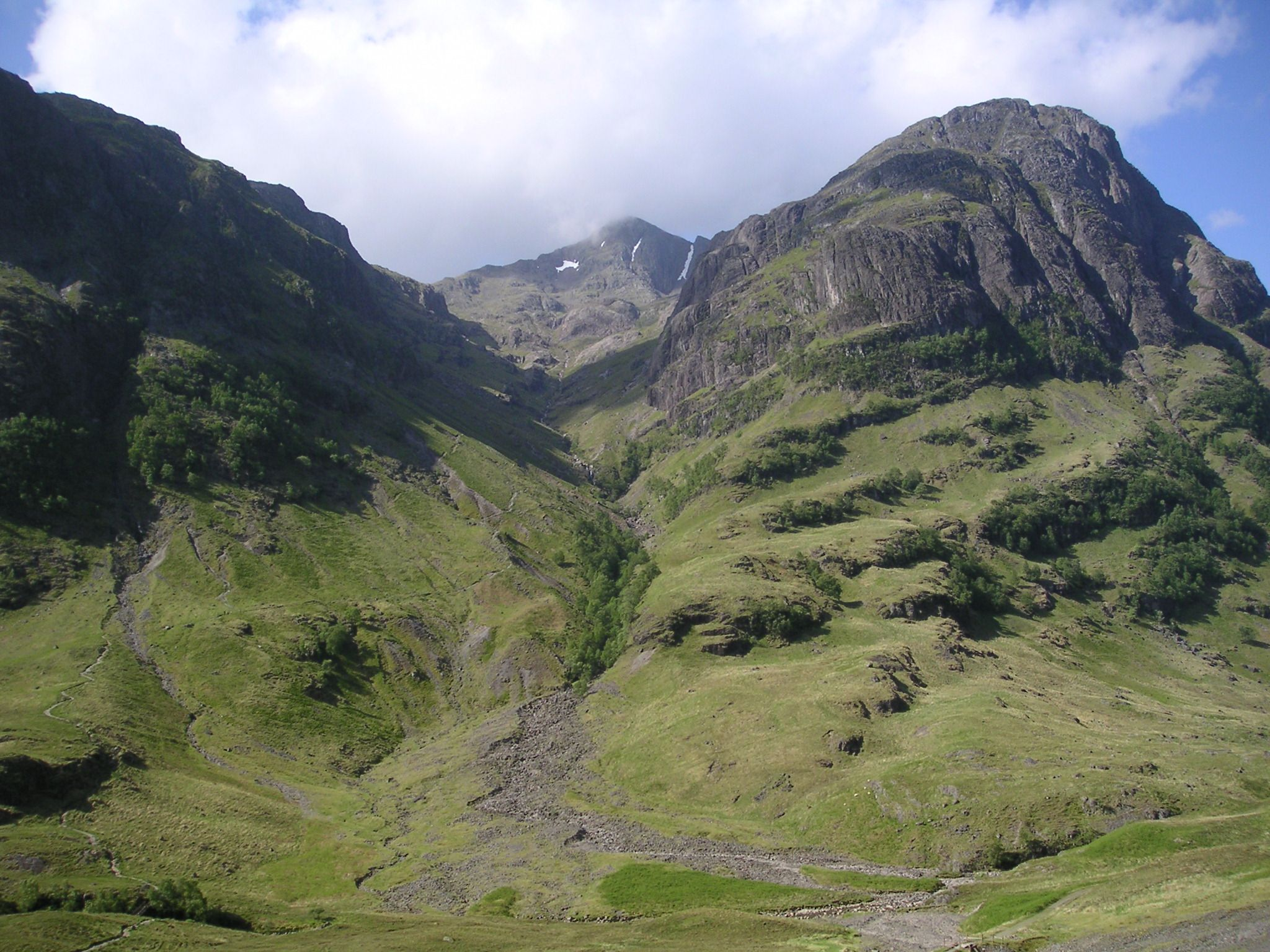
「グレンコー」はスコットランド・ゲール語で嘆きの峡谷を意味する。現在小さな村があり、美しい景観で知られる観光地のひとつになっている

グレンコーの虐殺（ぐれんこーのぎゃくさつ、The Massacre of Glencoe）は1692年、イングランド政府内強硬派およびスコットランド内の親英勢力の手によって、グレンコー村（スコットランド）で起きた虐殺事件である。規模は歴史上の虐殺事件に比して小さいものであったが、罪なき村民が背信行為によって殺された手法と経緯に、国内外から批判が集まった。これによって名誉革命体制は打撃を受け、イングランド・スコットランド関係が険悪になる原因を作った。グレンコーはスコットランド・ハイランド南西部の谷である。

## 背景

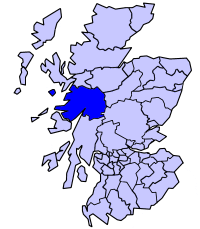
グレンコー村があるロッホアーバー地方。スコットランドのハイランド南西部に位置する（Google Map拡大図）

### 名誉革命体制
17世紀末のブリテン島において、北端のハイランド地方の人々はロンドン・ウェストミンスタの支配力が及ばない「化外の民」であった。地理的に遠いばかりでなく、交通の便も劣悪で、しかも言語・民族も異なっていた。1688年の革命によって王位についたウィリアム3世はウィリアマイト戦争を皮切りにフランスと交戦状態に入っており、北方の地を従わせることは対フランス戦略においても、また屈強をもって知られるハイランド人を味方に引き入れるためにも必要と考えられていた。
いっぽう革命によって王の座を奪われフランスに亡命したジェームズは、革命の原因でもある自身のカトリック信仰によって、アイルランドやフランスで支持されていた。特にルイ14世とは親密な関係で、ルイ14世はたびたびジェームズのために、あるいは戦略上の理由から、ウィリアム3世のイングランドと砲火を交えていた。ハイランド氏族は、後述するように、海のものとも山のものとも知れないウィリアムよりも、ジェームズにおおむね同情的だった。

### ジャコバイトとウィリアマイトの戦闘
ダンディー子爵などジャコバイト（名誉革命の反革命派）急先鋒は、ウィリアマイト戦争（アイルランド）に呼応するかたちで、革命に対してただちに武装蜂起で応えた。イングランドはアイルランド・スコットランドを同時に相手することになり、結果キリクランキーの戦いでの敗北という結果を招いた。しかし、この戦いでスコットランド・ジャコバイトの核であったダンディー子爵が戦死し、つづくダンケルドの戦いではイングランド側が勝利をおさめた。スコットランドはもとより上から下までジャコバイト一色というわけではなかったが、2つの戦いによって、とにもかくにも名誉革命体制に従う風潮が主流となった。
戦いに勝利したといっても、ただちにスコットランドの安定までは意味しなかった。ハイランドを中心に、各地でジャコバイトがくすぶっていた。南の敵国フランスと対峙するうえで、北方ハイランドの不安は厄介な問題のひとつであった。このような事情から、政府はハイランドに対して、何らかの方法によって実力を見せつける機会が必要だと考えていた。

### 名誉革命期のハイランド
名誉革命期のブリテン島北端ハイランドにおいて、2つの理由から革命に反対する思潮が主流であった。ひとつは親近感の問題で、ハイランドからみれば遥か彼方のネーデルラント総督よりも、スコットランド王家の流れを汲むジェームズが王として望ましかった。いまひとつはタニストリーを始めとするスコットランドの法と伝統である。イングランドと違って法的にウィリアムの王位継承を正当づける根拠が薄かった。臣下が王を追放できるのは、スコットランドの法によれば、民意にそむいてイングランドに屈服したときだけであった。
とはいってもハイランド人は戦闘に敗れたばかりで、さしあたりウィリアムに従ったほうが無難だという声もあり、内部で揺れていた。ウィリアム支持を鮮明に打ち出したキャンベル氏族は、ハイランド氏族社会のなかでは例外的な存在であった。したがって国王ウィリアムやイングランド政府は、キャンベル氏族を介してハイランドの情報を得たり、また懐柔させようとしたりもした。

### カトリックへの敵意
1641年、清教徒革命の直前にアイルランドで虐殺事件がおこり、プロテスタント住民が犠牲になった。これは後になって誇大宣伝だったことが明らかになったが、当時はこれによるカトリックへの恐怖と敵対心が根強く「野蛮で残忍なカトリックに対しては何をしてもよい」という風潮があった。ハイランドはカトリックが多いと考えられており、そのことがイングランドの敵愾心をあおった。

## 経緯
1691年8月27日、ウィリアムはハイランドの氏族長たちに、明くる1月1日までにウィリアムに従うと誓約するよう──しないならば、血の制裁があるであろうという脅迫付きで──求めた。氏族たちはどう処すべきか迷い、フランスに亡命中のジェームズ2世に伺いを立てた。ジェームズも如何に反応するか悩み、時間だけが過ぎていった。12月も中盤になってジェームズから「とりあえず」署名しておくようにとの意思が届いた。氏族長たちは冬の雪のなか、急いで署名の場に向かった。

### 犠牲者の選別
氏族長たちは続々と署名に集まったが、なかには期限間近になって到着する氏族もあった。しかしイングランドのほうが一枚上手で、土壇場になって署名の場を変更し、しかも関所を設けて足止めをはかった。結果的にグレンコーのマクドナルドが1月2日になって到着し、治安判事の不在によって署名は1月5日にずれこんだ。これを名目として、ステア伯ジョン・ダルリンプルをはじめとする政府内の革命支持強硬派は、実力行使の矛先にグレンコーのマクドナルドを選んだ。
マクドナルド氏族が選ばれたいまひとつの理由は、イングランドと氏族社会の仲立ちをしていたキャンベル氏族の長年の宿敵だったことであった。マクドナルドはキャンベルと同じく、ハイランドで最有力氏族のひとつで、また双方ともハイランド西岸が主な勢力圏であった。両氏族は──近隣氏族がしばしばそうであったように──不仲で、牛泥棒などの小競り合いが絶えず、しばしば死者を出す事件が起きていた。キャンベル氏族長のブレダルベーン伯ジョン・キャンベルは、マクドナルドが遅れたのを見逃さず、これを粛清するようステア伯らに進言した。

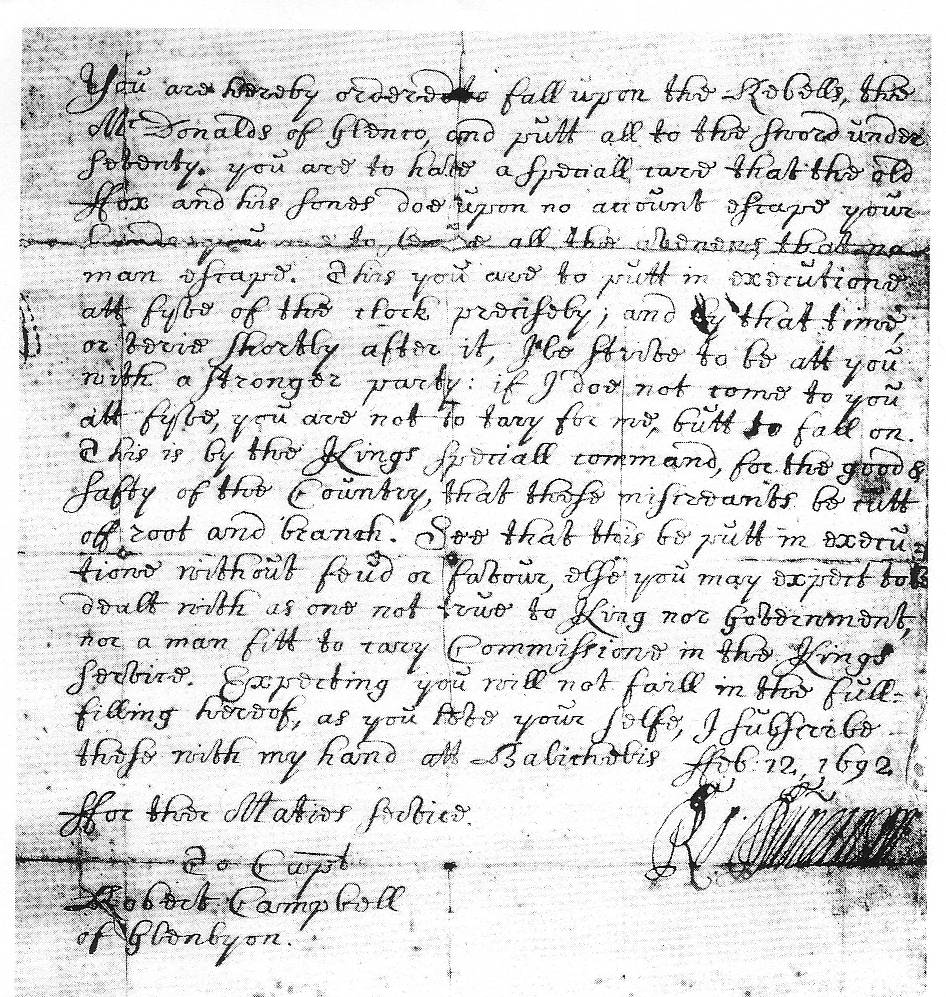
虐殺命令を記した書簡の写し

## 虐殺事件
政府は遅れた署名を無効とし、制裁の手続が進められた。命令に署名したのはステア伯（スコットランド担当国務大臣・司法長官）、キャンベル氏族長ブレダルベーン伯、そしてウィリアム3世であった。1月、キャンベル氏族出身の士官ロバート・キャンベルは命令を受け、手勢120名を従えてマクドナルド氏族を訪ねるよう命じられた。当初は調査という名目であった。1月末ごろ、彼は部下たちとともにグレンコーのマクドナルド氏族の村に到着し、2週間ほど滞在した。ハイランド氏族の間には客人には宿と食事をあたえるべしという慣習が古くからあり、マクドナルドはこの慣習にのっとりキャンベルと部下たちを客人としてもてなした。
ロバート・キャンベルがこの任務の性質や目的を正確に理解していたかどうか、いまだ明らかでない。2月12日ロバートは直属の上司による命令書を受け取った。命令書の写しによると、それは以下の文面であった。ロバート・キャンベルは命令を受け取ったのち、犠牲者「候補」とトランプに興じ、翌日の晩餐の誘いを受けて床についた。
| 命令書 1692年2月12日 貴官は、ここに70歳未満の反徒たちすべてを処分するよう命じられた。特に、あの老ギツネと息子らが、貴官の剣から逃げおおせないように注意せよ。すべての道路を抑え、何人たりとも逃げられないように万全の配慮を行うべし。私は朝5時にそちらに到着するよう行動する。それに合わせて処刑を開始し、速やかに任務を終える手筈になっている。もし私が5時に間に合わなければ、私抜きで執行せよ。この命令は我が国の平和と正義のための、国王陛下の特別な命令である。悪党たちは根から絶たれなければならない。また、この任務がのちの確執を生まないように、討ち洩らしを出してはならない。さもなければ、貴官は陛下や政府・軍の命令に忠実ならざる者として扱われるであろう。私は、貴官が自身を大事にし、この命令をあやまたず遂行できるであろうと信じて、この命令書に署名するものである。 ロバート・ダンカンソン |

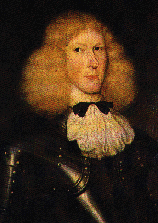
ロバート・キャンベル。地主階級に属するキャンベル氏族の家臣。虐殺のいわゆる「実行犯」となった

2月13日早朝、皆が起きる前に命令が部下たちに公表され、実行に移った。家々に火をかけ、族長以下38名を刃にかけ、子供を含む40人が焼死した。しかし村の人口は400人以上で、相当数が脱走したと考えられている。命令のむごさに兵士たちが躊躇したのではないかとも指摘され、また不服従の証として剣を自ら折った兵士もいたといわれるが、いずれにせよ命令書のいうような殲滅は達成されなかった。脱走した者の中からも凍死者・餓死者が出たが、生き残った者から事件の顛末が口づてに広まることとなった。

## 事件の影響
事件の情報が広まると、国内・国外から批判の声が上がり、名誉革命直後の不名誉な事件となってしまった。ウィリアム率いる名誉革命体制イングランドの威信は傷つき、これ以上強硬策に出ることができなかった。スコットランドを懐柔する一方、事件の黒幕はキャンベル氏族に引き受けさせて不満をそらす必要があった。事件は結果的にジャコバイトに恰好の攻撃材料を提供してしまったが、その一方で氏族間の溝もまた深くなり、一致団結してイングランドと相対することも非現実的となった。

### 体制の動揺
事件は政権にとって一大スキャンダルとなった。特に問題となったのは背信行為であった。すなわち、マクドナルド氏族は敵同士でありながらも、慣習に従ってロバート・キャンベルらを客として遇し、2週間にわたって宿と食事を提供した。虐殺事件はその恩を仇で返した形となったのである。まずフランスで批判がおこり、ウィリアムと政府を激しく非難した。これがイングランド・スコットランドに飛び火し、スコットランドからはもちろん、知らされていなかった大部分のイングランド議員や支配層からも批判がまきおこった。政府は調査を始め、ステア伯がこの事件で主導的役割を果たしたことを突き止めた。ステア伯は審問を受け、1695年官職を追われた。スコットランド側の不満はこれだけでは収まらず、ウィリアムはアフリカ・インド諸国会社の設立申請を許可せざるをえなかった。
犠牲になったマクドナルドの運命に、ハイランド人たちは恐怖するいっぽうでウィリアムとイングランドへの反感を強め、ジャコバイトがふたたび正統性を主張できる根拠を提供する結果となった。以後半世紀にわたって、スコットランドではジャコバイトの蜂起が度々起こった。ハイランド人を味方に引き入れるという当初の目論見は、短期的には成功といえなくもなかったが、長期的には裏目に出てしまった。

### 責任の所在
事件が有名になると、キャンベルと司法長官ステア伯およびイングランド王室の間で、責任の押し付け合いが始まった。イングランド政府は当初キャンベルの主導だったとした。そのうえでステア伯はすぐに公職に戻されたが、命令書が発見されて風向きが変わった。さらに虐殺を指揮したジョン・キャンベルの子孫が、事件の詳細を執筆・出版し、そのなかでステア伯とウィリアムが黒幕であると指弾した。かくして議論は泥沼化したが、論争を続けても双方が傷つくだけであった。ヨーロッパ列強との戦争が続くうちに、次第に虐殺事件は忘れられていった。

### 村と氏族の「その後」
キャンベル氏族は、もともとスコットランド氏族内で「イングランド寄り」と評判がよくなかったが、虐殺に加担したことを機に氏族社会でさらなる孤立を深めていった。20世紀後半にいたるまで、グレンコーやマクドナルド氏族系のパブなどの多くで「No Hawkers or Campbells（行商とキャンベルお断り）」の札が掲げられ、キャンベルの子孫はひっそりとウイスキーを飲まなければならなかった。
虐殺を生き永らえた者たちはその後、王の許しを得てグレンコーに戻って村を復活させた。現在、グレンコー村では事件の歌が残っている。

### 歌詞
(chorus)O cruel is the snow

That sweeps Glencoe

And covers the grave o' Donald

And cruel was the foe

That raped Glencoe

And murderd the house of Macdonald
They came in a blizzard

We offered them heat

A roof o'er their heads

Dry shoes for their feet

We wined them and dined them

They ate of our meat

And they slept in the house of Macdonald
(chorus)
They came from Fort William

Wi' murder in mind

The Campbells had orders

King william had signed

Put all to the sword

These words were underlined

And leave none alive called Macdonald
(chorus)
They came in the night

When the men were asleep

This band o' Argyles

Through snow soft and deep

Like murdering foxes among helpless sheep

They slaughtered the house of Macdonald
(chorus)
Some died in their beds

At the hand of the foe

Some fled in the night

And were lost in the snow

Some lived to accuse him

That struck the first blow

But gone was the house of Macdonald
† おお、極寒の雪は

グレンコーの谷を浚い

ドナルドの墓を覆う

そして非情なる敵は

グレンコーの地を破壊し

マクドナルドを滅ぼした
彼らはブリザードを越えてやって来た

彼らに暖かい火を与え

風雪をしのぐ宿を与え

乾いた靴を与え

ワインと夕食を与えた

彼らは我々のもてなしを受け

マクドナルドの家で眠った
†（繰り返し）
彼らはフォート・ウィリアムからやって来た

殺意をその胸に秘めて

命じたのはキャンベル

署名したのはウィリアム

すべてを切り捨てよと

マクドナルドを生かしておくなと
†（繰り返し）
彼らは夜、やって来た

皆が眠りについたとき

アーガイルの軍隊が雪の中から現れた
無防備な眠りに襲いかかる狐のように

ほしいままに殺戮を
†（繰り返し）
ある者は敵の手にかかり

ベッドに骸を横たえ

ある者は夜闇にまぎれ

雪の中に斃れた

ある者は生き残った

ウィリアムに一太刀報いるために

けれどもマクドナルドはもう戻らない